# Mydas maculiventris
Mydas maculiventris is een vliegensoort uit de familie Mydidae. De wetenschappelijke naam van de soort is voor het eerst geldig gepubliceerd in 1835 door Westwood.
De soort komt voor in de Verenigde Staten.